# Hemioplisis procurvaria
Hemioplisis procurvaria är en fjärilsart som beskrevs av Achille Guenée 1858. Hemioplisis procurvaria ingår i släktet Hemioplisis och familjen mätare. Inga underarter finns listade i Catalogue of Life.